# 相作馬塚古墳
相作馬塚古墳（あいさこうまづかこふん）は、香川県高松市鶴市町にあった古墳。形状は円墳または帆立貝形古墳。現在では墳丘は失われている。竪穴式石室出土品は高松市指定有形文化財に指定されている。

## 概要
香川県中部、高松平野西部の石清尾山山塊の西側、香東川・本津川に挟まれた微高地上（標高11メートル）に築造された古墳である。中世以降に墓地利用されて墳丘は改変されているほか、2016年（平成28年）に宅地造成に伴う発掘調査が実施されたのち、消滅している。
墳丘が大きく改変されているため墳形は明らかでないが、円形の墳丘に短小な方丘部が付く造出付き円墳（または帆立貝形古墳）とみられ、方丘部を西方向に向けた。主丘部は直径約16メートル、方丘部（前方部）は長さ5.7メートル程度、全体としての墳丘長は20メートル強程度と見積もられる。墳丘周囲には深さ0.3メートル程度の浅い周溝が巡らされる。墳丘外表では円筒埴輪列・形象埴輪（馬形埴輪・推定人形埴輪）や供献土器の須恵器が認められるが、葺石は認められていない。埋葬施設は竪穴式石室で、墳丘構築前に石室構築がなされるとみられる。墳丘後行型・垂直壁体・白色粘土充填などに特色を持ち、朝鮮半島の古墳の影響を受けたいわゆる「渡来系竪穴式石室」とされる。石室内の調査では、組合式木棺に使用した鎹のほか、副葬品として管玉・大刀・鉄鏃・ヤリ・甲冑・須恵器・土師器が出土している。副葬品自体には渡来色はうかがえないながら、特に甲冑一式は極めて良好な遺存状態であるとして注目される。
築造時期は、古墳時代中期-後期の5世紀後半（TK23-TK47型式併行期）頃と推定される。副葬品には武器・武具一式が揃うものの農工具・馬具を伴わず、歩兵としての軍事的性格が示唆される。渡来系石室・鎹使用木棺・石室内土器副葬には渡来色が認められる一方で、墳丘外観（外形・埴輪使用）・副葬品自体には渡来色が認められないため、半島との帰属意識・交流を持ちながら倭国内で役割を担った被葬者像を示唆するとして重要視される古墳になる。
竪穴式石室出土品は2025年（令和7年）に高松市指定有形文化財に指定されている。

## 遺跡歴
- 中世期、墳丘上で凝灰岩製石造物・蔵骨器を伴う塚整備[1]。
- 近世期、集石を伴う塚整備[1]。
- 2011-2013年（平成23-25年）、北側側面の農地改良に伴う相作馬塚の試掘調査。下層に古墳の存在が判明（高松市教育委員会、2012・2015年に報告）[3][4]。
- 2016年（平成28年）、宅地造成工事に伴う記録保存調査（高松市教育委員会、2017・2024年に報告）[1][2]。
- 2025年（令和7年）3月28日、竪穴式石室出土品が高松市指定有形文化財に指定。

## 埋葬施設
埋葬施設としては、墳丘中央やや北側において竪穴式石室が構築されている。無墓壙であり、墳丘盛土前の構築とされる（墳丘後行型）。石室の主軸は東北東-西南西方向で、西頭位とみられる。石室の規模は次の通り。
- 天井石撤去後内法：長さ約3.2メートル、東側幅約0.8メートル、中央幅約0.7メートル、西側幅約0.6メートル
- 床面内法：長さ約3.0メートル、東側幅約0.9メートル、西側幅約0.95メートル

石室の石材は、壁体では砂岩円礫を主体として、天井石・床石では安山岩であり、目地を塞ぐために多量の白色粘土が使用される。壁体は、小口面を向けた各円礫の間に白色粘土を充填しながら積み上げるという練積み状の構造で、断面形状は下半部は垂直であるが上半部はややオーバーハングする（石室構築時または二次的変形の可能性）。床面には板石を敷き、白色粘土で固定する。天井石は6石で、東側から架構する。天井石の重量は約1.7トンで、使用石材の総重量は6.75トン。
石室は、墳丘後行型の石室構築、石室の規模と長幅比、床面の板石貼り、ほぼ垂直の壁体、壁体の石材間の粘土充填、鎹使用木棺などの点で通常の竪穴式石室とは異なる特徴を示し、朝鮮半島からの影響を受けたいわゆる「渡来系竪穴式石室」と位置づけられる。同様の石室は、天狗山古墳・勝負砂古墳（いずれも岡山県倉敷市）を代表例として、5世紀代の瀬戸内地域において広く分布することが知られる。
石室内では、中央に木棺を据えたとみられ、鎹13点が出土している。木棺は腐朽のため明らかでないが、コウヤマキ製長持形木棺とみられ、石室最狭部を石室構築時とすれば幅0.52メートル以下、副葬品の配置状況に基づけば幅0.60メートル以下で、長さは2.1-2.4メートルと見積もられる。棺内では、西側の被葬者の推定頭頸部付近で水銀朱とともに管玉が、南側で大刀が東切先で出土している。棺外では、東側（足位側）で甲冑類を、西側（頭位側）で須恵器壺・土師器壺を配置し、木棺長辺に沿って南側にヤリを西穂先で、北側に鉄鏃2束を配置する。

## 出土品

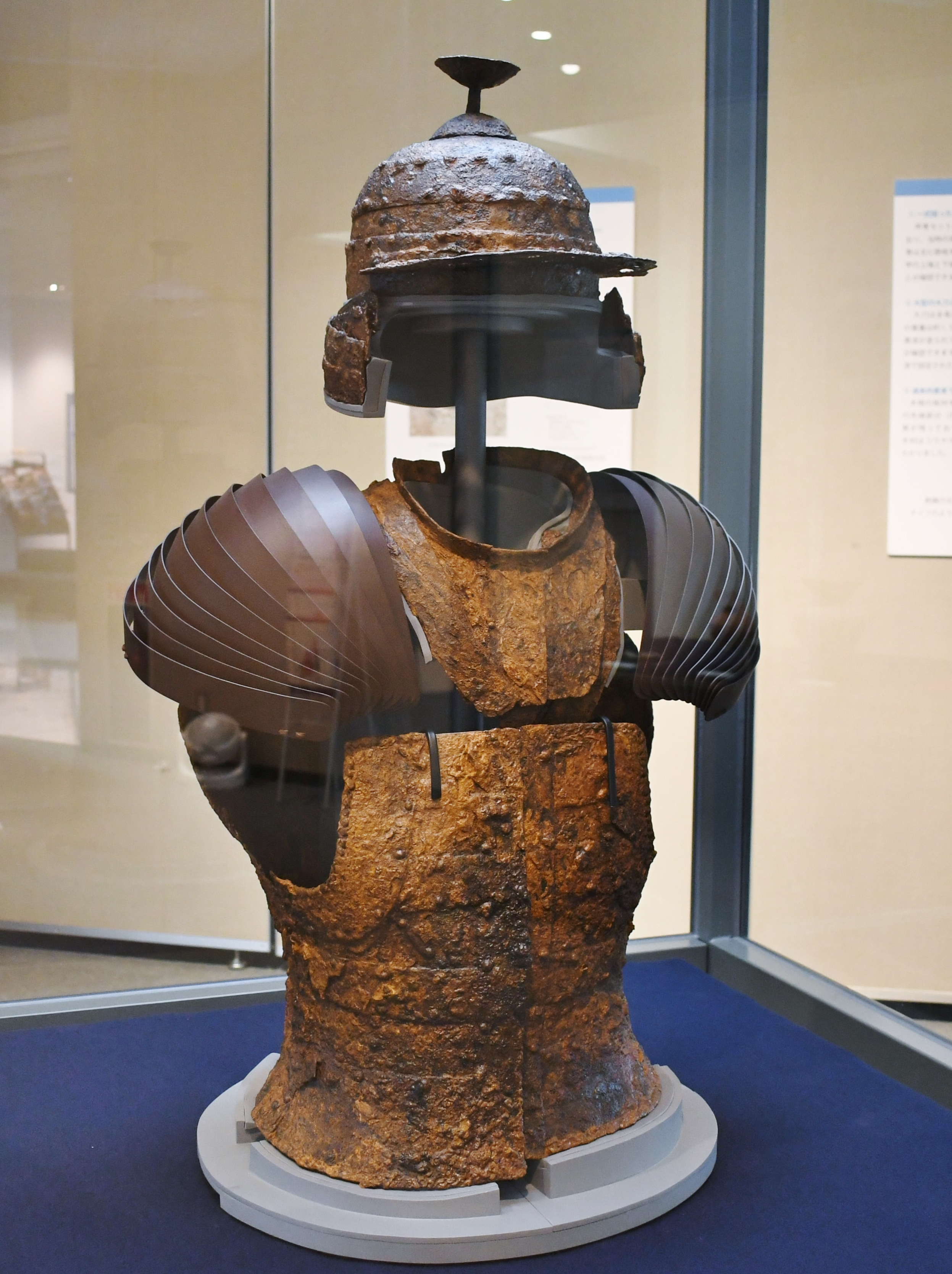
甲冑高松市歴史資料館企画展示時に撮影（他画像も同様）。

調査で出土した遺物は次の通り。
竪穴式石室出土
- 鎹 13
- 棺内
  - 管玉 10
  - 大刀 1
- 棺外
  - ヤリ 2
  - 鉄鏃 2束42本
  - 眉庇付冑
  - 冑錣
  - 頸甲
  - 肩甲
  - 三角板鋲留短甲
  - 須恵器 直口壺1
  - 土師器 直口壺 1

墳丘出土
- 須恵器 - 坏蓋、坏身、高坏蓋、短脚高坏、𤭯、甕?、壺。
- 円筒埴輪 - 墳丘面では7本分を確認。
- 馬形埴輪 - 墳丘面では後脚2本を確認。その他の破片が出土。
- 推定人形埴輪 - 手の一部の可能性がある破片が出土。

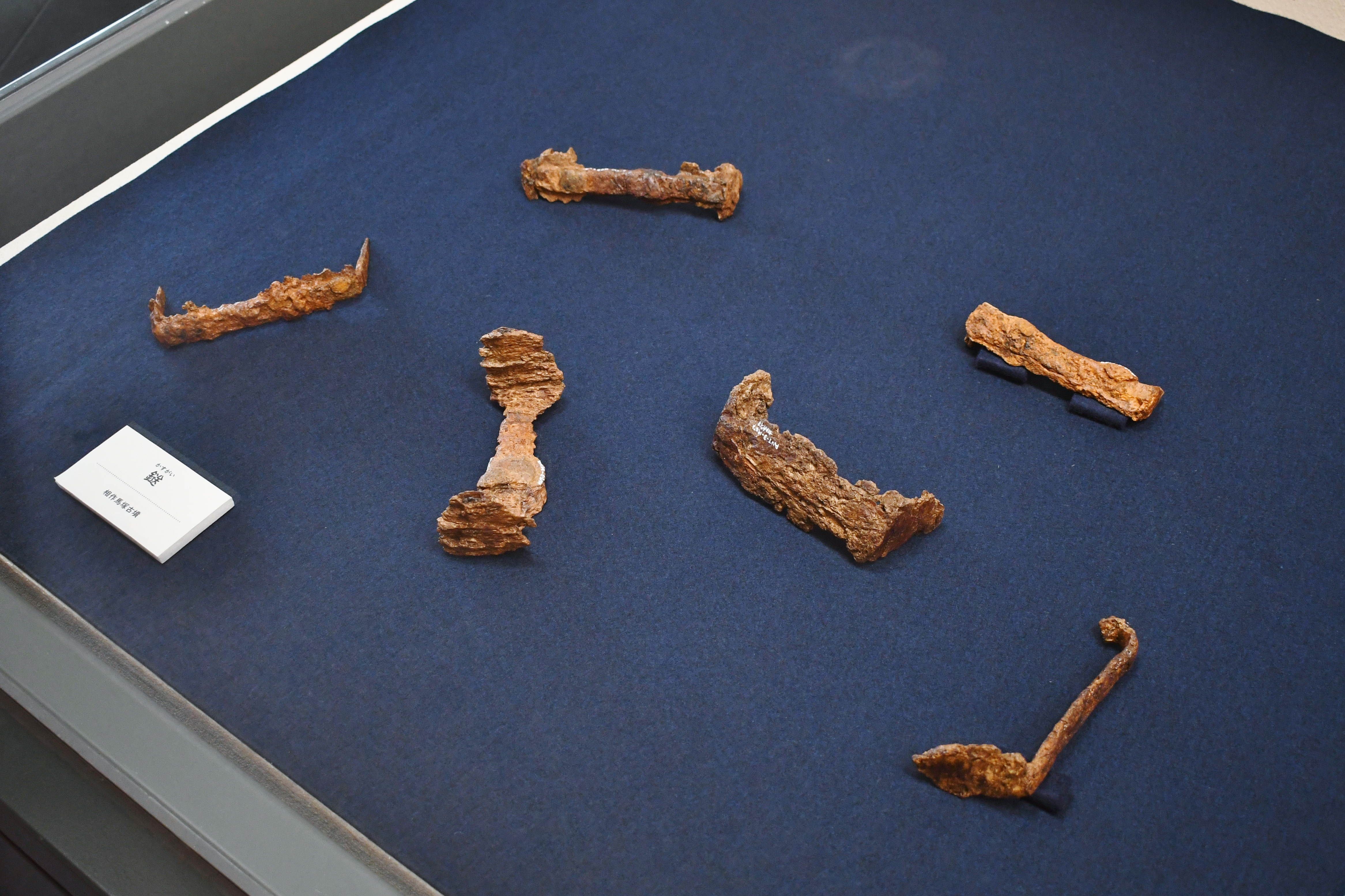
鎹
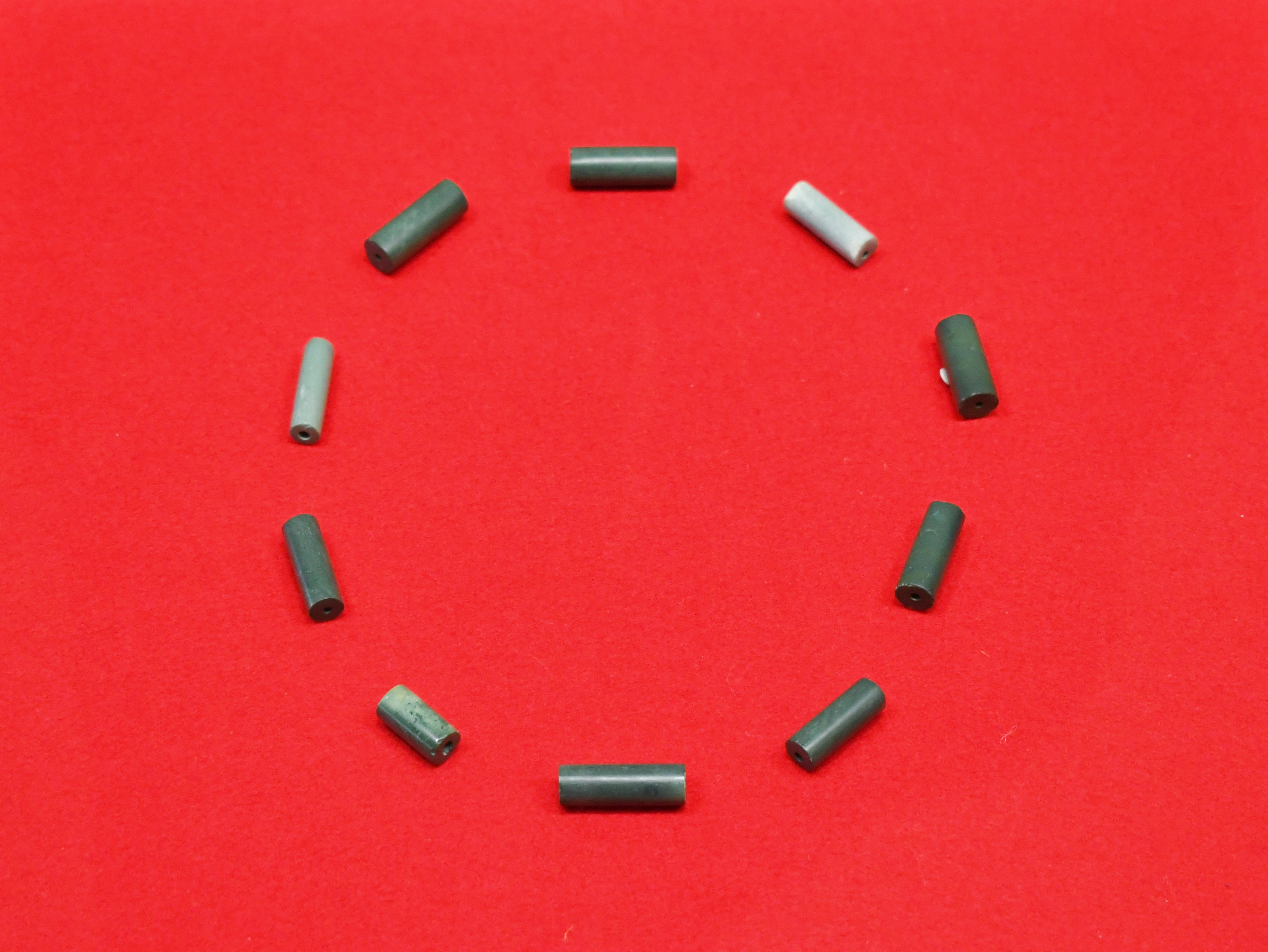
管玉
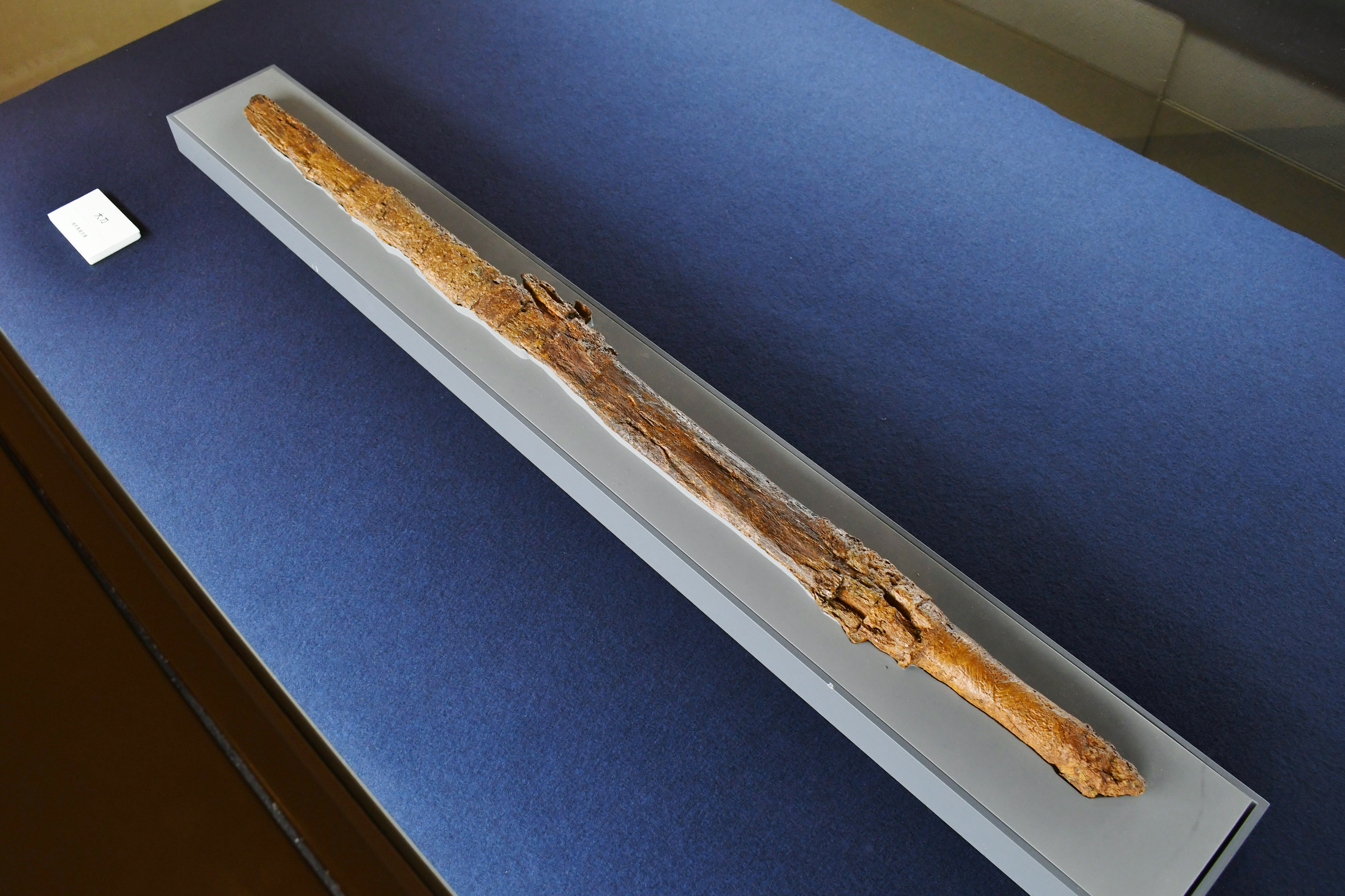
大刀
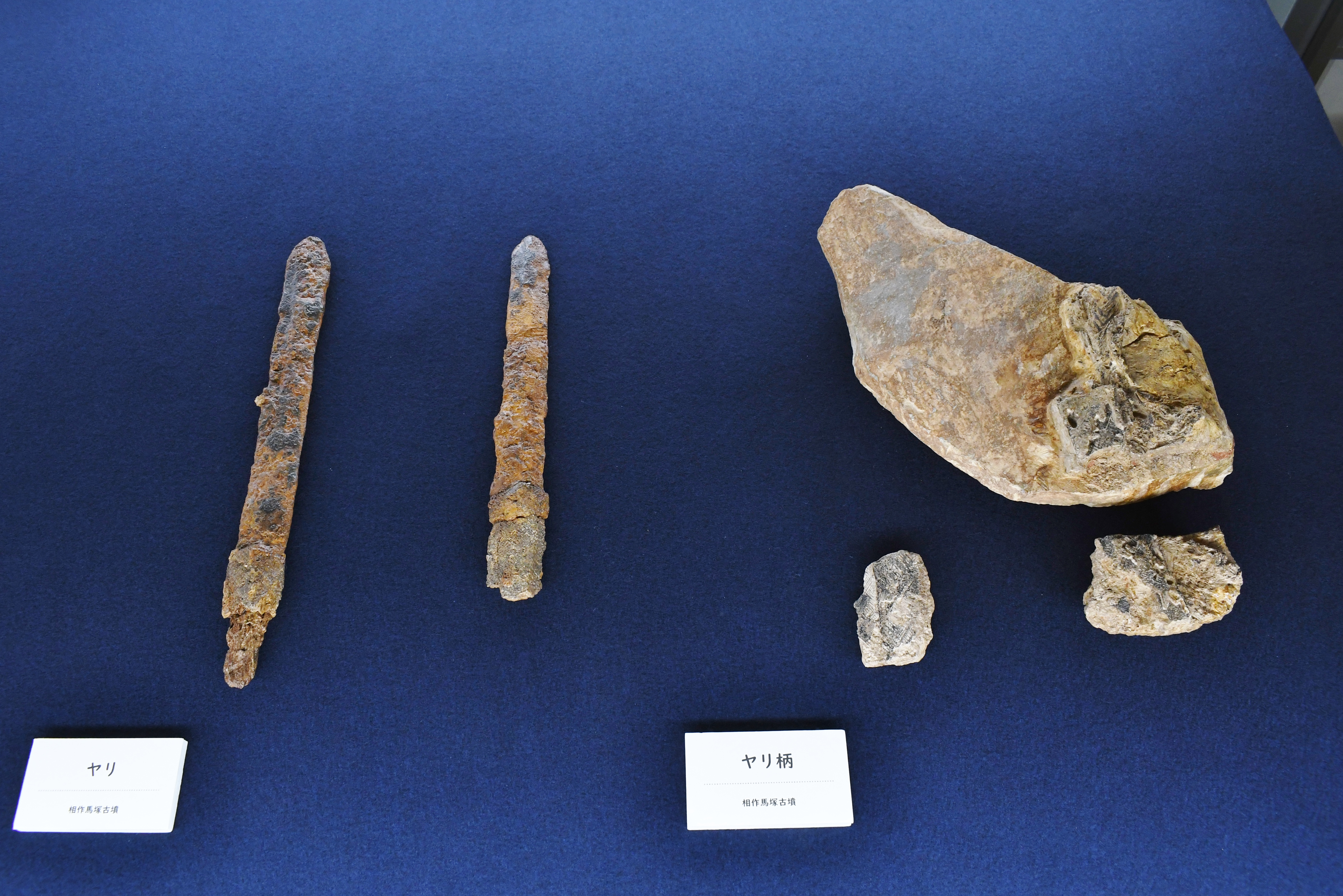
ヤリ・ヤリ柄
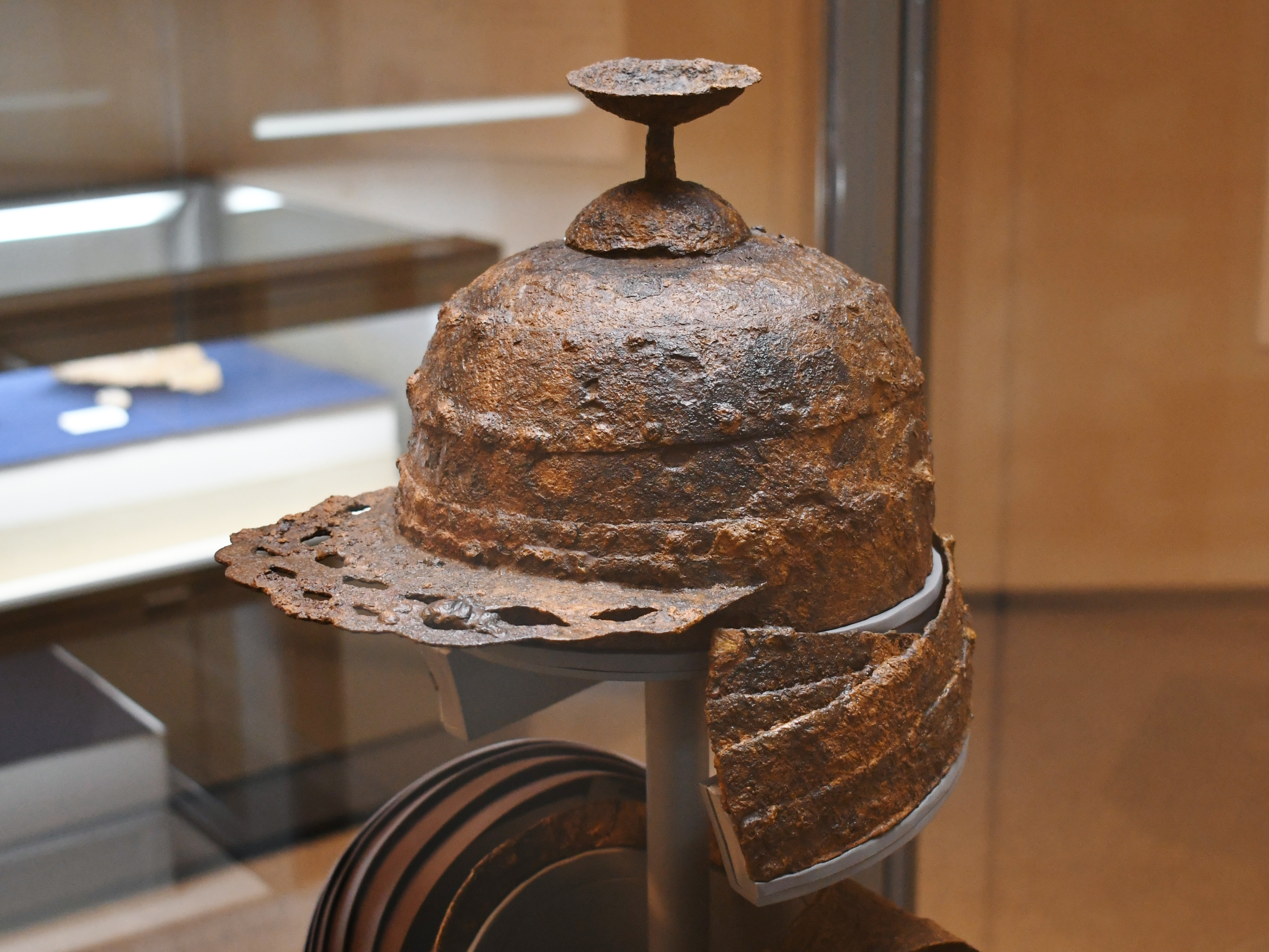
眉庇付冑
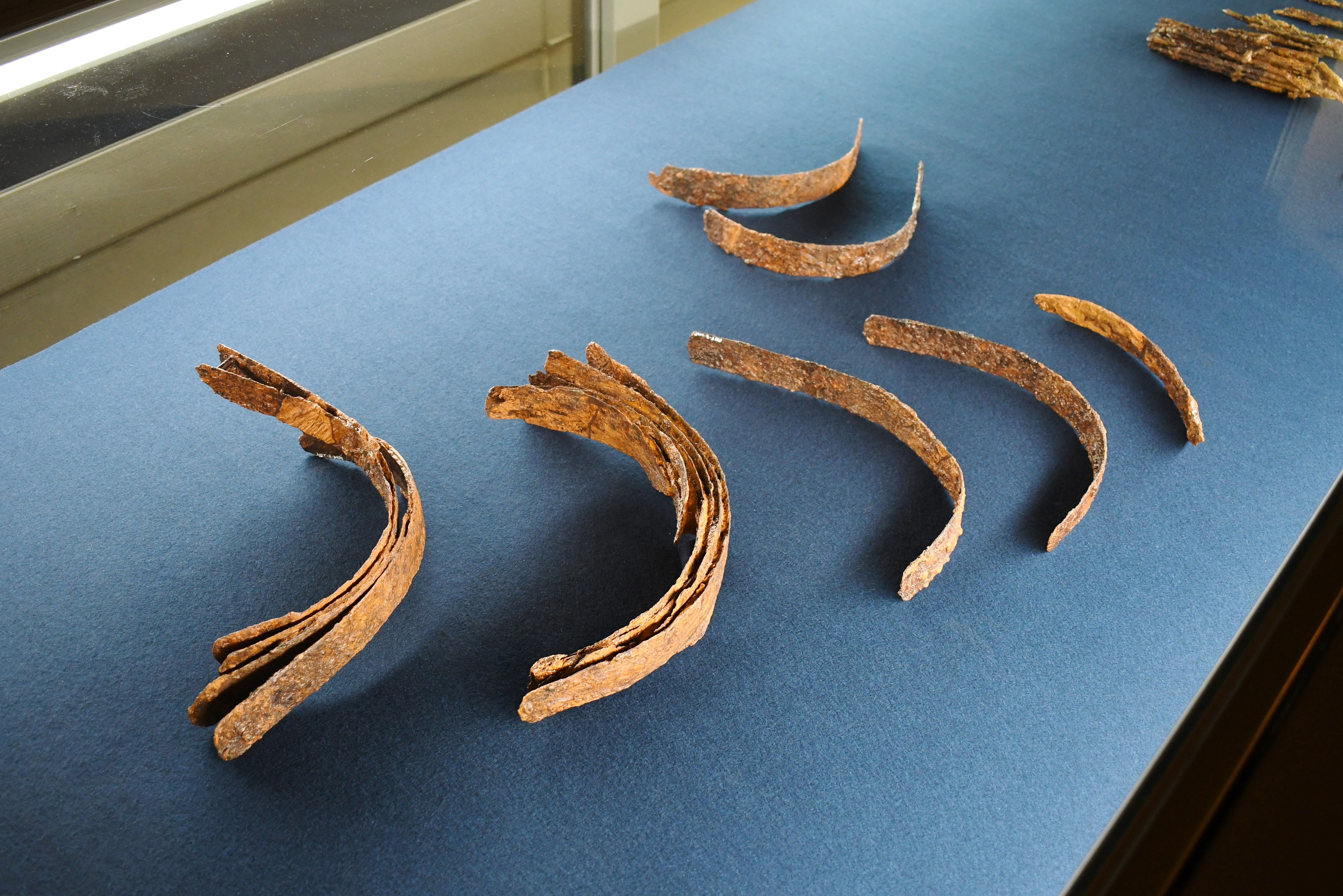
肩甲
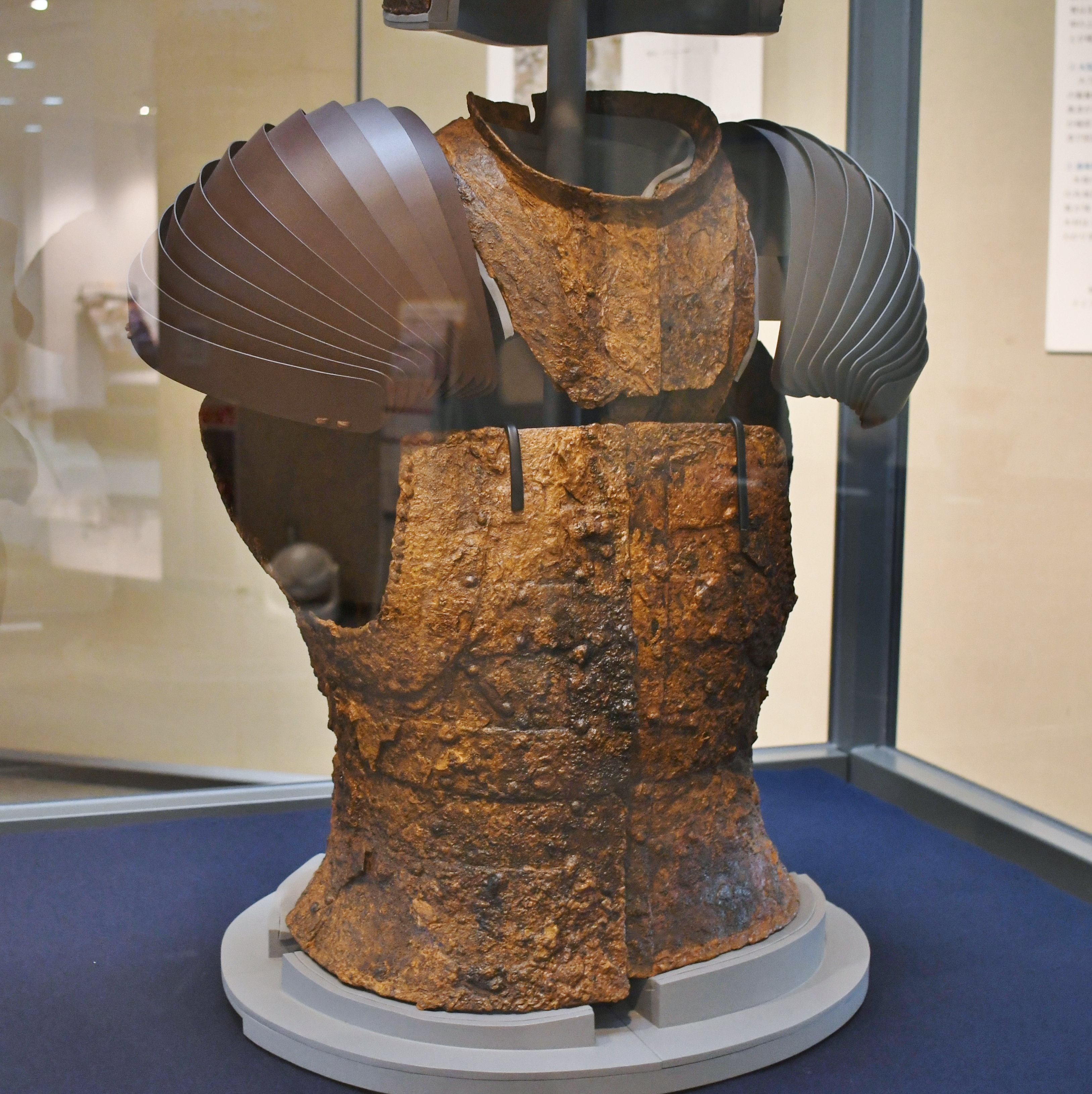
頸甲・短甲
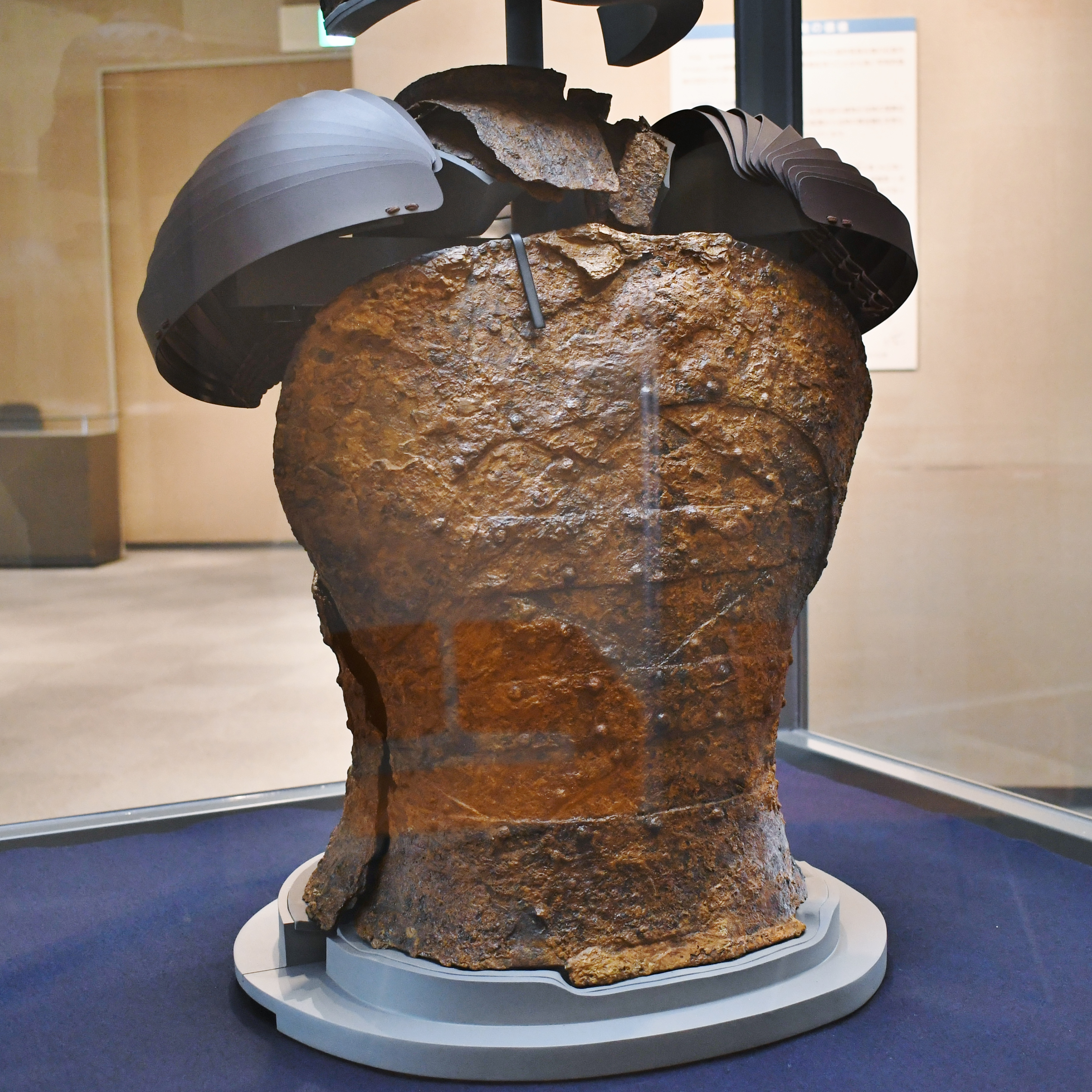
頸甲・短甲（背面）
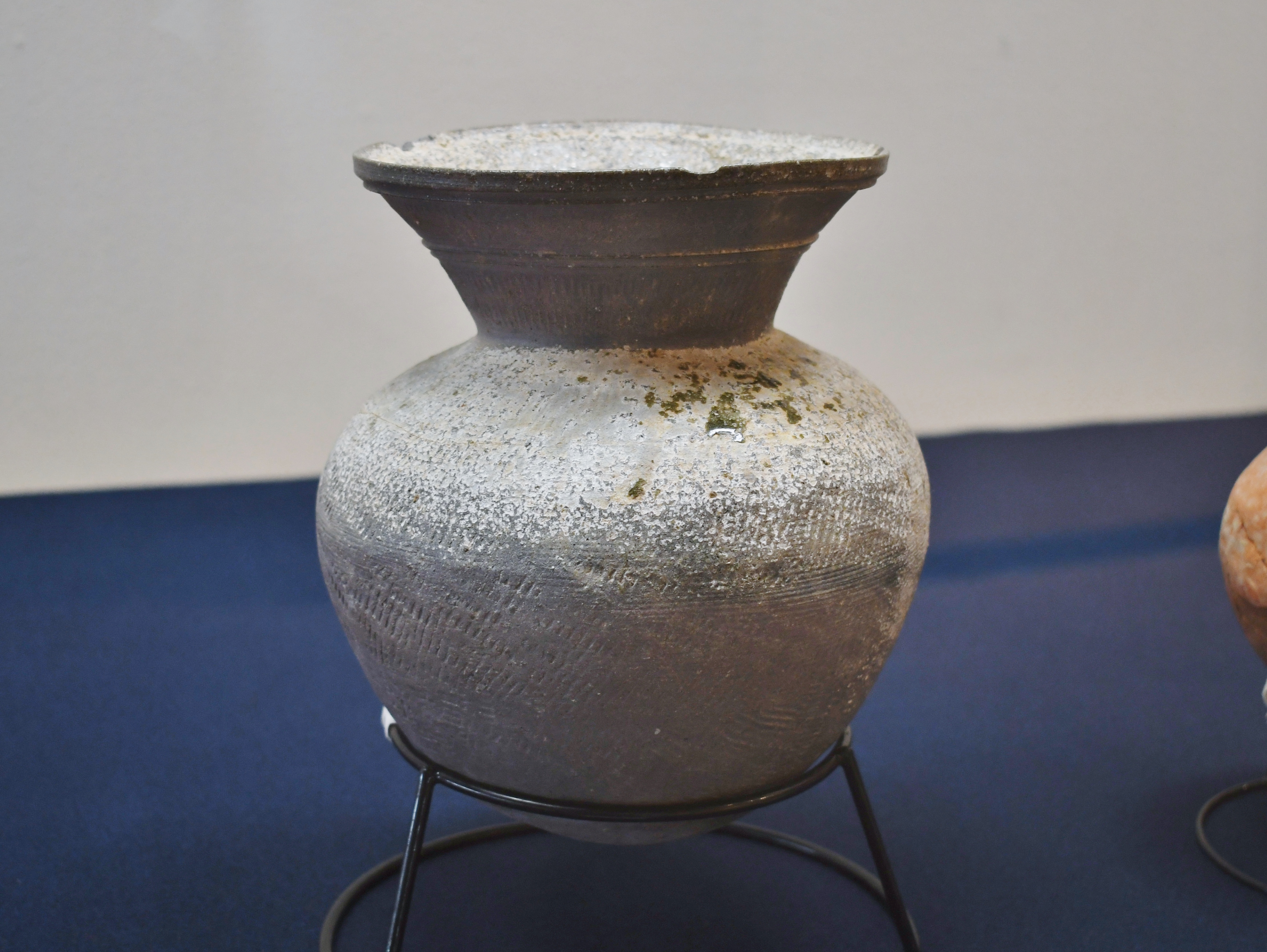
須恵器 壺
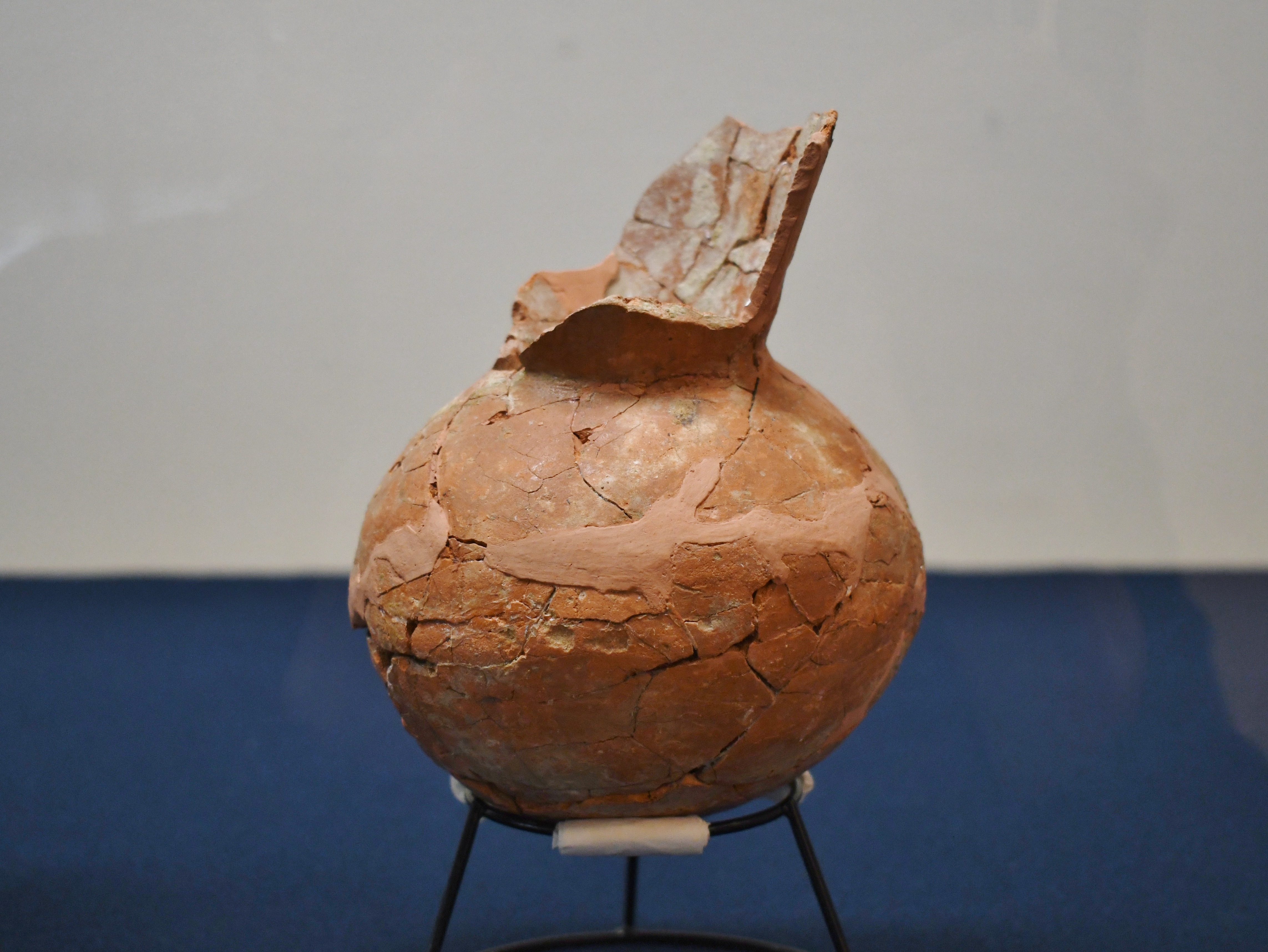
土師器 壺

## 文化財

### 高松市指定文化財
- 有形文化財
  - 相作馬塚古墳竪穴式石室出土品（考古資料） - 高松市埋蔵文化財センター保管。2025年（令和7年）3月28日指定。

## 関連施設
- 高松市埋蔵文化財センター（高松市番町） - 相作馬塚古墳の出土品を保管。

## 関連文献
（記事執筆に使用していない関連文献）
- 高上拓「高松市 相作馬塚古墳の調査」『古代武器研究』第13巻、古代武器研究会、2017年、79-88頁。
- 梶原慎司・高上拓「香川県高松市 相作馬塚古墳」『考古学研究』第63巻第4号、考古学研究会、2017年3月、93-95頁。
- 梶原慎司・高上拓「相作馬塚古墳の調査概要」『日本考古学』第46号、日本考古学協会、2018年10月、81-91頁。